# Алоро-пантарські народи
Ало́ро-панта́рські наро́ди — група папуаських народів у південно-східній Індонезії, що живуть на островах Алор і Пантар: абуї, благар, войсіка, кабола, кафоа, куй, келон, колана, ламма, недебанг, танглапуї, тева та інші.
Населення цих островів відзначається сильним культурним та мовним різноманіттям. Оцінки кількості етнолінгвістичних груп сильно різняться. Місцева адміністрація розрізняє тринадцять «племен» (серед них і алорці, що розмовляють мовою автронезійської сім'ї), а лінгвісти виділяють до 60 мов і діалектів, що використовуються в регіоні.
Матеріальна культура досліджена слабо.

## Расовий тип
Належать до перехідної східноіндонезійської антропологічної раси. Фізичні характеристики місцевого населення демонструють ознаки, притаманні представникам кількох рас: монголоїдної, австралоїдної та полінезійської. Загалом алоро-пантарські народи відзначаються кучерявим волоссям, темною шкірою, трохи широкими плечима й відносно низьким зростом.

## Чисельність і розселення
Загальна чисельність алоро-пантарських народів станом на 1985 рік оцінювалась приблизно в 130 тисяч осіб. На підставі даних перепису населення Індонезії 2010 року в межах провінції Східна Нуса-Тенґара алоро-пантарські народи нараховували 182 270 осіб, що становило 3,90 % населення провінції. Це число включає також алорців, що розмовляють австронезійською мовою (індонезійська статистика об'єднує їх під спільною назвою Alor). Немає даних щодо кількості алорців, які поїхали жити чи навчатися у великі міста Індонезії.
Острів Алор розташований приблизно за 30 кілометрів на північ від узбережжя острова Тимор, острів Пантар — на захід від Алору, поруч знаходиться ще ряд менших островів. Адміністративно всі вони об'єднані в складі округу Алор (індонез. Kabupaten Alor). Переважає гірський рельєф з окремими прибережними рівнинами. Землі відносно родючі, тому що в цій місцевості багато вулканів. Клімат тропічний, сезон дощів триває з жовтня по квітень.
Більшість алоро-пантарських народів живе у внутрішніх гірських районах островів. Місцеве природне середовище ускладнює контакти між окремими групами населення, що обумовило формування великої кількості етнічних груп, кожна з яких має власну мову або діалект. У минулому між цими групами часто виникали конфлікти, тому спілкування між ними було мінімальним.
На заході острова Пантар живуть ламма (варіанти назви: Lamma, Lemma, Mauta), на його північному узбережжі — недебанги (Nedebang, Balungada, Klamu), тева (Teiwa, Tewa, Deing, Madar, Lebang) — східні сусіди ламма, населяють центральну частину острова Пантар. На сході Пантару, а також на сусідніх островах Пура та Тернате живуть благари (Blagar, Belagar, Pura, Tarang), головним їхнім центром є місто Кабір.
Кабола, або ваймаа (Kabola, Waima'a, Pintumbang, Tang'ala, Meibuil, Otvai, Kebun Kopi), розселені на північному заході острова Алор. До них близькі аданги (Adang, Alor), що живуть на північний захід від адміністративного центру округу — міста Калабагі, та гамап (Hamap) на східному узбережжі затоки Калабагі.
Келони (Kelong, Kelon, Klon) живуть на південному заході острова Алор, їхніми східними сусідами є абуї (Abui, Makadai, Kaluiwa, Laral), анклав між територіями розселення цих народів займають кафоа (самоназва — джафоо, варіанти назви: Kafoa, Aikoli, Fanating, Jafoo, Pailelang, Ruilak). Куй (Kui, Buraga, Lerabaing, Kiramang, Kramang, Batulolong) мають кілька анклавів на південному узбережжі острова Алор, а також в затоці Калабагі.
Народ войсіка, або каманг (Kamang, Kamana-Kamang, Waisika, Woisika), живе в центральній частині острова Алор, на схід від абуїв. На сході цього острова розселені танглапуї (Tanglapui, Lantoka, Iramang, Kula, Kulatela, Watena, Larena, Sumang, Arumaka, Tanlapui, Sawila, Lona, Salimana, Lalamana, Sileba), які розпадаються на кілька субетнічних груп. Колана, або версіни (Wersing, Kolana, Kolana-Wersin, Warsina, Wersin, Maneta, Langkuru, Mademang, Pureman), населяють кілька анклавів на північному, східному та південно-східному узбережжі острова Алор.

## Мови

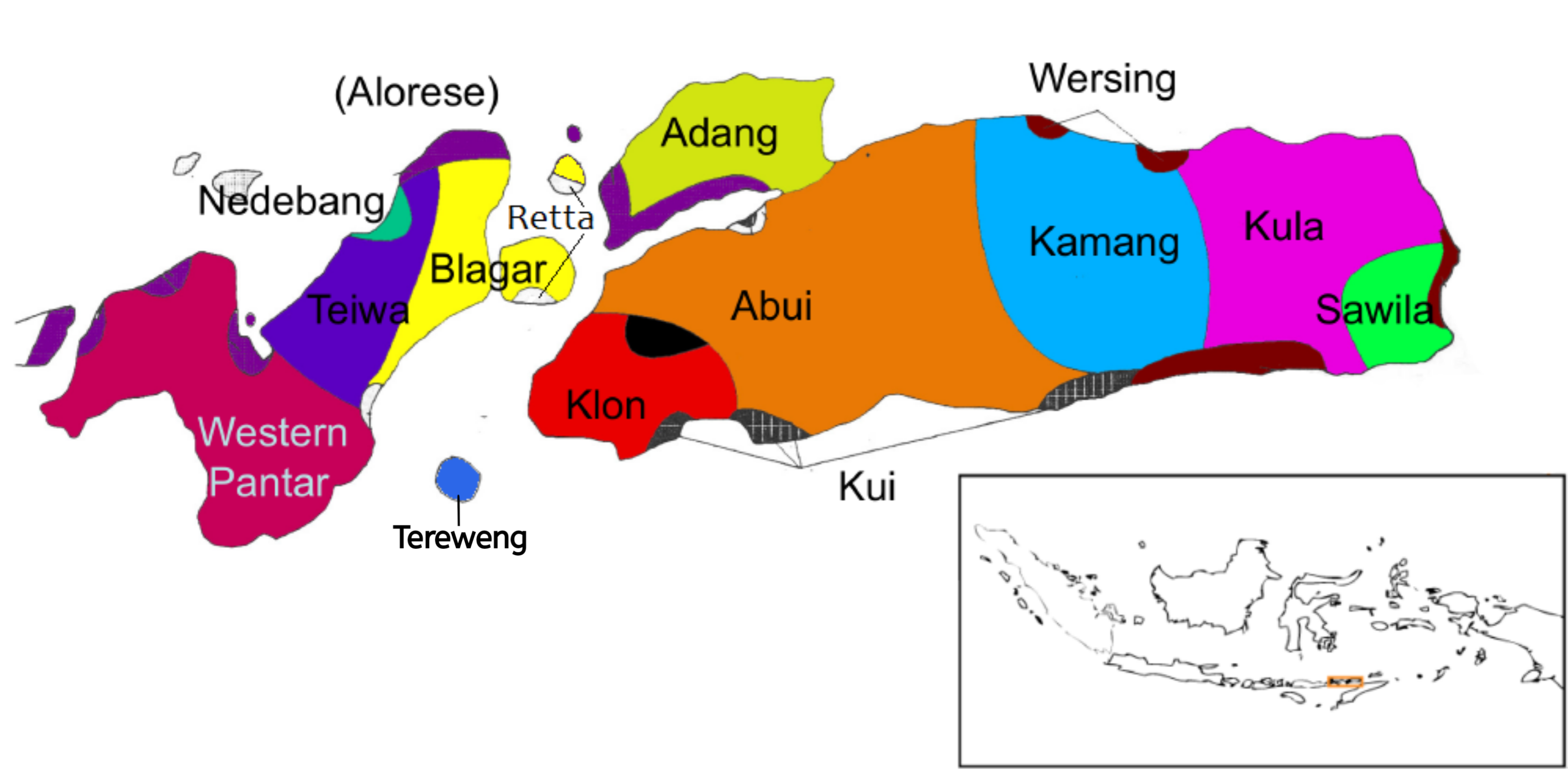
Мапа поширення алоро-пантарських мов.

Рідні мови алоро-пантарських народів належать до числа тиморо-алоро-пантарських мов західної гілки трансновогвінейської філи папуаських мов. За класифікацією проєкту Ethnologue, більшість цих мов належить до алоро-пантарської групи, що складається з алорської (мови абуї, аданг, гамап, кабола, каманг, кафоа, келон, куй) та пантарської (мови благар, каера, ламма (західно-пантарська), недебанг, рета, тева, теревенг) підгруп, окремо стоять мови версін і танглапуї (кула і савіла).
Спорідненими мовами говорять неавстронезійські народи Тимору (бунаки, макасаї, фаталуку) і папуаси північного заходу Нової Гвінеї (конда, яхадіан).
Рівень розвитку окремих алоро-пантарських мов доволі сильно відрізняється. Деякі мови мають відносно високу кількість носіїв і перебувають в енергійному використанні, як, наприклад, мови абуї, благар, версін, кабола, каера, каманг, кула, ламма, тева.
Для мов абуї, аданг, благар, каманг, келон, кула, ламма були складені словники, існують окремі письмові записи. Іншим загрожує зникнення (аданг, гамап, кафоа, келон, куй, недебанг, рета, савіла, теревенг). Сфера використання мови аданг постійно звужується через урбанізацію та перехід її носіїв на алорську й індонезійську мови.
Відмінності між тиморо-алорськими мовами доволі значні, їхнім носіям важко спілкуватися між собою. Переходять на алорську та індонезійську мови (обидві належать до числа австронезійських мов) і служать для алоро-пантарських народів як лінгва франка. Особливо швидко поширюється індонезійська мова — національна мова Індонезії. За оцінками, приблизно 40 % населення островів Алор і Пантар використовує індонезійську в щоденному спілкуванні, ще приблизно 40 % володіє цією мовою, але в побуті користується місцевими мовами.

## Релігія
Більшість алоро-пантарських народів — християни (католики і протестанти-реформати), окремі групи на узбережжі — мусульмани-суніти, в горян зберігаються традиційні вірування. Іслам прийшов на острови із султанатів Тернате та Гова, християнство принесли португальські та голландські колонізатори.
Старі вірування не мали чіткої системи й розвиненого набору релігійних практик. Місцева міфологія була заплутаною й неструктурованою. Основними ритуалами були поховальні обряди, обряди для забезпечення хорошого врожаю та жертвоприношення духу-охоронцю села. Періодично «підгодовували» й інших духів. Проводились ритуали лікування (зцілення). Згодом під впливом монотеїстичних релігій розвинулась віра у всевишнього бога.
Важливе місце в системі алорських традиційних вірувань займали родові або сільські духи-охоронці (уленаї). Їх пов'язували з добробутом і забезпеченням хорошого врожаю й зображали як різьблення, схожі на крокодилів. Крім того, існувала віра в добрих духів — надприродних істот, які могли приймати людську подобу й, на думку алоро-пантарських народів, мали силу оживляти мертвих та подорожувати водою або повітрям. Також вважалося, що існують злі духи у вигляді відьом та відьмаків, які спокушають людей і намагаються отримати над ними контроль. «Контакти» з надприродними силами, як правило, були випадковими, про них згадували, якщо траплялося якесь нещастя. Не існувало й постійних святинь. Вважалося, що душа померлого на певний час затримується на цьому світі й потенційно може спричинити проблеми для живих. Тому були розроблені спеціальні поховальні обряди, які мали заспокоїти її й відправити належним шляхом.

## Історія
Алоро-пантарські народи — нащадки автохтонного населення Східної Індонезії, які зазнали культурного впливу австронезійських народів, серед яких вони тепер виділяються тільки за мовною ознакою. Велика частина алоро-пантарських народів населяє внутрішні гірські області островів, які залишалися відносно ізольованими аж до здобуття Індонезією незалежності. Століттями вони жили автономними громадами, які підтримували між собою мінімальні контакти й часто ворогували. Політичної організації вище рівня села в них не існувало.
Прибережне населення має довшу історію зв'язків із зовнішнім світом. Вважається, що в давнину яванські аристократи із царства Маджапагіт оселялися на узбережжі островів і вступали в шлюби з місцевими жінками. В XVII—XVIII ст. на островах Алор і Пантар існувало не менше дев'яти маленьких державних утворень (Алор, Куї, Калана та ін.), вони протримались до середини XX ст. У васальній залежності від них перебували гірські племена, але вплив цих політичних структур на населення внутрішніх районів був мінімальним. Міста Кабір на острові Пантар та Калабагі на острові Алор в XV—XVI ст. були центрами поширення ісламу. До Кабіру іслам прийшов з Макасару (Південний Сулавесі), а до Калабагі — з Тернате (Молуккські острови).
До 1930-х років широко побутувало полювання за головами. Характерний культ драконів-нага.
В XVII ст. острови Алор і Пантар стали португальським володінням. 1854 року вони перейшли під владу голландців, але перший голландський колоніальний чиновник прибув на острови лише близько 1908 року. Наприкінці XIX ст. на узбережжя почали прибувати кілька нових груп населення: буги, макасари, китайські торговці. Після закінчення Другої світової війни регіон було оголошено частиною нової держави Індонезія.

## Господарство
Понад 80 % жителів округу Алор займається землеробством, 6,38 % є державними службовцями, 3,84 % — рибалки, решта 2,5 % займається торгівлею та іншою підприємницькою діяльністю.

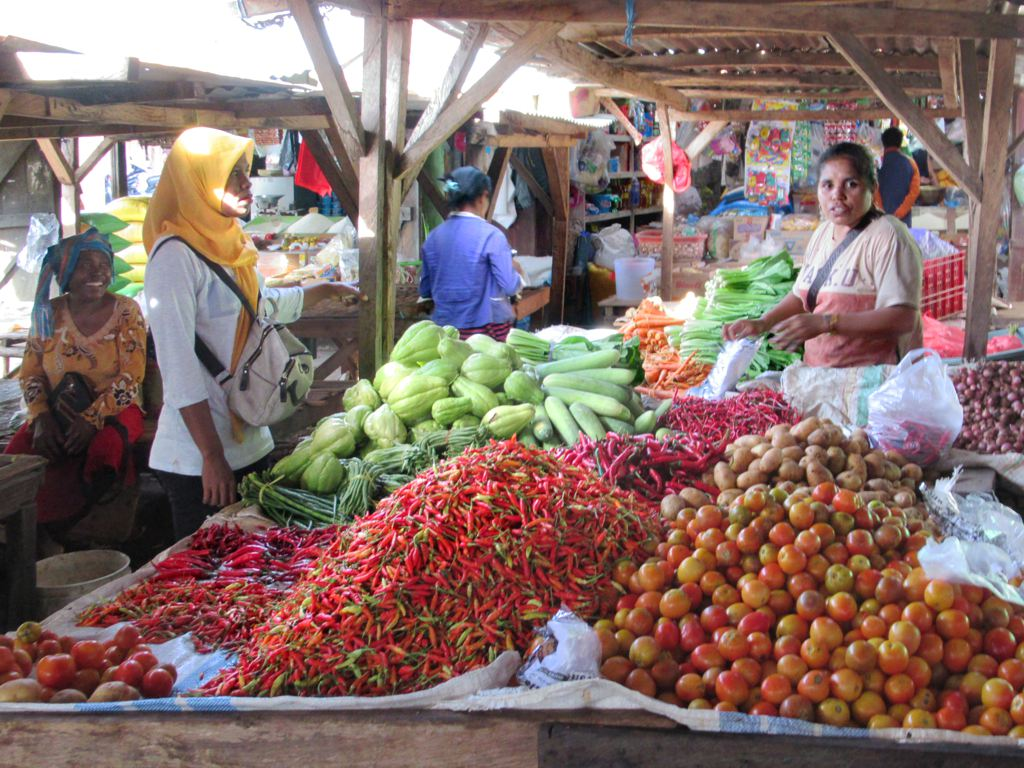
Базар у місті Калабагі.

Основне заняття алоро-пантарських народів — ручне тропічне землеробство, головна культура — кукурудза, також вирощують суходільний рис, маніок, просо, бобові, банани, горіхи. Використовують підсічно-вогневий спосіб обробітку земель: вирубують ділянку лісу та спалюють рослинність, що залишилася, а тоді саджають тут культурні рослини. Коли земля виснажиться, переходять на нову ділянку. Вирубуванням дерев, спалюванням залишків лісу, встановленням огорож займаються чоловіки, обробіток землі, посадка та збирання врожаю виконуються чоловіками та жінками разом.
Традиційно займаються також мисливством, рибальством, збиральництвом. Тримають свиней, кіз, курей. Домашнє ремесло на Алорі мало розвинене. Виготовляють кошики, різьблені вироби з дерева, глиняний посуд, тканини. Місцеві вироби не виглядають вишуканими.

## Суспільство
Для соціальної організації алоро-пантарських народів характерним є існування існування патрилінійних родів. Нуклеарна сім'я називається куккус. Група куккусів утворює малий клан (бала), а кілька бала об'єднуються у великий клан (лаїнг). Система спорідненості двобічна, гавайського типу. Абуї розрізняють людей за поколінням і статтю.
Шлюб екзогамний. Батьки іноді відіграють важливу роль у виборі подружжя для своїх дітей, але частіше молоді люди вибирають собі пару самостійно. Алорські шлюби передбачають низку весільних обмінів між сторонами. Щоб одружитися сім'я молодого має сплатити викуп за наречену. Якщо цього не зробили, чоловік після весілля повинен деякий час пожити із родиною своєї дружини. Щоб уникнути відповідальності за несплату викупу, молодята практикують втечу, але тоді вони піддаються санкціям з боку громади. В ідеалі місце проживання молодої пари є патрилокальним, хоча ця схема не завжди чітко дотримується. Сьогодні більшість молодих пар в місті Калабагі, як правило, прагне мати власне житло.
Шлюби є моногамними, хоча в минулому іноді практикувалося багатоженство. Розлучення є звичайним явищем, люди можуть розлучатися й по кілька разів.
Домогосподарство в середньому складається з п'яти найближчих родичів. Ці люди живуть під одним дахом, разом працюють і харчуються. Частину зароблених грошей кожен також повинен віддавати в сім'ю. Дітей виховують батьки, старші брати та сестри, інші дорослі родичі. Оскільки жінки часто перебувають у полі протягом дня, діти зазвичай перебувають під опікою своїх старших братів і сестер або залишаються напризволяще. Дисципліна мінімальна. Дівчаток залучають до роботи в полі раніше за хлопчиків. Молоді люди не вважаються повноцінними членами суспільства, поки не стануть батьками.
Місцеве суспільство не організовано у формальні ієрархічні структури. Хоча вік, стать, професія та спорідненість впливають на визначення статусу людини, головним чинником досягнення престижу є її статки. Свині, гонги та, в першу чергу, бронзові барабани моко навіть і сьогодні, в умовах грошової економіки, залишаються показниками статків та престижу в алорському суспільстві. Особливо це помітно в селах, де зберігається ритуальний обмін цими предметами. Барабани моко є обов'язковою складовою викупу за наречену, вони виконують особливу роль у поховальних церемоніям, під час будівництва хат, можуть бути надані в борг під відсотки.
Всяка діяльність регулюється нормами звичаєвого права, за дотриманням яких слідкує звичаєвий голова. Він, зокрема, займається розподілом земельних ділянок.
Сини успадковують власність своїх батьків, хоча значна частина спадщини може бути використана на проведення бенкету з нагоди смерті.
Традиційно на Алорі не існувало місцевої системи політичної організації вище рівня села. Сьогодні на островах діє загальна для Індонезія адміністративна система. Округ (кабупатен) Алор очолює бупаті, який призначається урядом Індонезії. Округ поділяється на райони (кечаматани), а ті — на села (деса) на чолі із сільським головою (лура). До числа урядових установ належать школи, поліція, медичні пункти, податкова служба, служба доріг тощо.
Конфлікти між людьми виникають у першу чергу через борги та суперечки під час операцій обміну. Широкомасштабні війни й у старі часи були надзвичайно рідкісними на Алорі. На початку 1920-х рр. колоніальною адміністрацією були припинені рейди з метою помсти за смерть родича. Основними засобами покарання в місцевому суспільстві є глузування та ганьба.

## Побут
У минулому алоро-пантарські народи проживали ізольованими поселеннями, розташованими в горбистих і гірських районах. Місце для села вибиралося з міркувань безпеки, крім того, височини тут уважаються священними. Такий тип поселення змушував мешканців сіл рідко спілкуватися із сусідами. Голландці для адміністративної зручності організовували переміщення сіл ближче до узбережжя. Тепер більшість алоро-пантарських сіл розташована в передгір'ях або на низинах, вони краще впорядковані, відповідають санітарним вимогам.
У селах рідко буває більше 150 жителів. Хати стоять купою навколо центрального майдану (масанг). Якщо в селі проживає декілька родових груп, кожна з них має свій майдан. За хатами та між ними розташовані сільськогосподарські ділянки.
Традиційні алорські хати високі, круглі в плані, з конічним дахом, стоять на дерев'яних палях. Стіни сплетені з бамбука або пальмового листя, підлога зроблена з бамбука або дерева, стовпи — зі стовбурів дерев, дах криють соломою, очеретом або пальмовим листям. Посередині житлового приміщення розташована кухня, ліворуч та праворуч — спальня та місце для проведення церемоній. Спереду та ззаду прибудовують веранди. Горище використовується зберігання цінних речей, наприклад реліквій.
Абуї традиційно мали 3 типи хат: великі й ретельно збудовані хати, в яких влаштовувалися бенкети (каданг), звичайні сімейні хати (фала) та польові притулки.
Сьогодні в деяких селах є також хати з цементу під дахом із бляхи. В ряді сіл є церква та початкова школа.
Крім лікарів, які забезпечують медичні послуги західного зразка, місцеві жителі у випадку недуги звертаються до цілителів. Люди вірять, що хвороби викликані дією роздратованих духів. Алоро-пантарські народи не мають чітко визначеної концепції потойбічного життя, але вважається, що одна із душ померлого залишається на землі до кінця останнього поминального бенкету, який може відбутися через кілька років. Коли хтось помирає, родичі витрачають багато сил і коштів на проведення поховальних бенкетів.